# Predor Simplon
Predor Simplon je skoraj 20 kilometrski, dvocevni, dvotirni železniški predor med Švico in Italijo. Prečka pogorje Simplon in povezuje ravnino reke Rone z dolino Val-Divedro v regiji Ossola.
Švicarske državne železnice (SBB) upravljajo avtovlak iz Briga (46°32′N 22°59′E / 46.533°N 22.983°E) v kantonu Valais (Švica) v Iselle di Trasquera (46°20′N 8°20′E / 46.333°N 8.333°E) v pokrajini Piemont (Italija).
Med letoma 1898-1905 in 1912-1921 so zgradili enotirna predora Simplon, ki sta bila do poznih 1970-ih z 19,8 km, najdaljša gorska predora na Zemlji. Skozi predor je tudi do leta 1962 vozil Simplon Orient Express. Severna cev je kot bazni predor označena skupaj z v letu 2007 zaključenim baznim predorom Lötschberg zahodna (vendar manj močna) os dvotirnega omrežja AlpTransit. 

## Zgodovina

### Načrtovanje
Kmalu po tem, ko je vlak začel svoj zmagoviti pohod skozi Švico, je vsaka regija želela svojo sever-jug povezavo preko Alp do Italije. Vzhodna je videla pot skozi Splügen ali Lukmanier, Osrednja Švica v Zürichu je dajala prednost Gotthardu, in zahodna Švica je zagovarjala Simplon.
V 1870 se je že začel projekt za "Ligne d'Italie" s predorom iz doline Rone v Val d'Ossola.
1. julija 1878 je železniška družba Compagnie du chemin de fer du Simplon (S) dosegla svojo končno točko Brig in se leta 1881 povezala z državnimi Chemins de fer de la Suisse Occidentale (SO) na Suisse-Occidentale-Simplon (SOS). Francoski finančniki iz SOS so pokazali veliko zanimanje za predor Simplon in bi lahko zagotovili leta 1886 financiranje predora Simplon s posojili. Od 31 projektov so se odločili za izgradnjo povsem v Švici ležečega predora od Glisa do Gondoja. Od tam bi naredili odcep skozi Val Divedro (dolina Simplon) do Domodossola.
Na švicarsko-italijanski konferenci julija 1889 so se strinjali, da mora biti skoraj 20 km dolg bazni predori, na področju obeh držav. Za zavarovanje posojila za predor, se je SOS združil z Jura-Bern-Luzern, v katerem je sodeloval tudi konzorcij z Jura-Simplon železnice.
Zahvaljujoč za sodelovanje konzorcija je bila z Italijo, dne 25. novembra leta 1895, podpisana državni sporazum za gradnjo in delovanje železnice skozi Simplon od Briga do Domodossole, ki je urejal gradnjo in licenciranje Jura-Simplon železnic. Trasa predora je bila izbran iz strateških vojaških razlogov, tako da je meja med Italijo in Švico potekala točno v sredini tunela.
1. maja 1903 je bila Jura-Simplon železnica nacionalizirana in bo integrirana v mrežo švicarskih zveznih železnic (SBB), ko bodo zaključili gradnjo predora.

### Gradnja predora Simplon I.
Gradbena dela na predoru so bila prenesena na inženirsko družbo Hamburg Brandt & Brandau Karl Brandau in Alfred Brandt.
V povprečju je vsak dan na gradbišču delalo 3.000 ljudi. Tam so bili predvsem Italijani, ki so trpeli v zelo slabih delovnih pogojih. 67 delavcev je v nesrečah umrlo, številni so umrli zaradi posledic kasneje. Med delom so bilo stavke, ki jih mirila tudi vojska.
Ker je bila pričakovana temperatura v notranjosti gore v predoru do 42 ° C, zaradi skalnega nadkritja do 2135 m, je bil predviden nov načinu gradnje. Poleg enotirnega glavnega predora I., so zgradili na osni razdalji 17 m še vzporedni predor, ki je bil s prečnimi prehodi na razdalji 200 m povezan z glavnim predorom. Skozi vzporedno predorsko cev so dovajali svež zrak v glavni predor do gradbenih delavcev. Namenjen je bil tudi za kasnejšo širitev v drugo cev oziroma drugi tir. Za pridobitev možnosti prehoda v dolgem predoru, je bil vzporedni predor že razširjen z lokalno postajo v sredini predora, v dolžini 500 m.
Predor Simplon I. (dolžina 19.803 m) je v premi, le na obeh koncih predora poteka v kratkih lokik.
24. februarja 1905 je bila cev prebita; odklon je bil postrani 20,2 cm in po višini 8,7 cm. Zaradi težav med gradnjo (puščanje vode, stavke), je bila gradnja podaljšana od 5½ do 7½ let.

### Obratovanje
19. maj 1906 bi predor lahko začel obratovati. Predvsem zaradi njegove dolžine je bila določena električna vleka namesto parne. Uradna odločitev o tem je bila sprejeta le pol leta pred začetkom takrat nastajajoče SBB. Elektrifikacijo je naročila Brown, Boveri & Cie (BBC). Ta je izbrala iz Italije uvožen iz leta 1904, trifazni sistem 3000 voltov, 15 Hz, z dvema voznima vodoma in progo, kot tretji vodnik. Zaradi pomanjkanja lastne opreme si je BBC prve tri lokomotive RA 361-363 sposodila od Valtelina, njihov lastnik Rete Adriatica. Z njimi je bilo zagotovljeno obratovanje v predoru Simplon do leta 1908. 2. marca 1930 je bil predor Simplon predor pretvorjen v enofazni izmenični sistemom s 15KV 16⅔ Hz.

### Gradnja predora Simplon II.
Med letoma 1912 in 1921 so vzporedno cev predora končno prevrtali in razširili kot drugo pogonsko cev z imenom Simplon II. (dolžina 19.823 m). 7. januarja 1922 je severni del začel obratovati od severnega portala do križiščne postaje, 16. oktobra 1922 pa je sledil še južni del od križiščne postaje do južnega portala.

### Druga svetovna vojna
Med drugo svetovno vojno je bilo na obeh straneh meje pripravljeno vse za potrebe morebitne razstrelitve predorov. Že nameščen eksploziv pod tiri v švicarskem odseku predora, je bil odstranjen do 2001. V Italiji je nemška vojska načrtovala kot del svojega umika leta 1945 eksplozijo, ki so jo preprečili italijanski partizani s pomočjo dveh švicarskih uradnikov in avstrijskih dezerterjev. Skupaj z Nemci so uspeli v kraju Varzo uničiti 64 ton TNT ob železniškem nasipu.

### Nesreče

#### Iztirjenje 28. avgusta 1971
28. avgusta 1971 je vlak pripeljal na postajo v sredini tunela pri 100 km / h, 50 km / h več kot bi smel. Zadnji vagon se je odpel, obrnil na stran in se naslonil na steno predora. Iztirjenje je zahtevalo pet mrtvih in 29 ranjenih. 

#### Iztirjenje 23. julija 1976
23. julija 1976 je Riviera-Express Ventimiglia-Amsterdam / -Dortmund iztiril v krivini na severnem izhodu iz predora zaradi prehitre vožnje. Lokomotiva Re 6/6 se je odpela, padla na stran in obrusila steno predora. Tako je blokirala preostale vagone. Nesreča je zahtevala šest življenj.
Odsek je bil kasneje opremljen z nadzorom hitrosti, izveden s pomočjo sistema Integra-Signum. 

#### Požar 9. junija 2011
9. junija 2011 je več avtomobilov tovornega vlaka zajel ogenj, po tem ko se je nepooblaščen onesposobljen polpriklopnik prevažal z vlakom. Ponjava od polpriklopnika se je raztopila pri prehodu skozi predor Simplon. Zaradi vetra je večkrat udarila po vodu, povzročila kratek stik, ki je sprožil požar na delu vlaka.
Požar je uničil enega od dveh 132 kV napajalnih linij Kraftwerk Massaboden, uničena je bila podpostaja Varzo. V primeru izpada druge linije bi bil na voljo samo vir električne energije za vleko na vodu. Da bi se izognili čezmernemu padcu napetosti v tem primeru, sta od julija 2011, dve lokomotivi 185 za Railpool v Domodossoli uporabljeni kot nadzorovanje jalove moči. 
Naslednji sistem je bil nameščen zaradi nesreče pri izhodu iz postaje Domodossola v smeri Simplona, ki ali za tovorne vlake sproži alarm, v primeru kateregakoli v profil štrlečega dela, tako da se prizadeti vlak ustavi na železniški postajo Preglia, preden doseže prvo predorsko cev.

### Razmišljanja o baznem predoru
V poznih 1980-ih je nastala ideja o gradnji približno 35,4 km dolgega baznega predora Simplon med Brigom in Domodossolo. 

## Sedanjost in prihodnost

### Avtovlak
Obstaja avtovlak med Brigom in Iselle di Trasquera. Vožnja vlaka traja 20 minut in je alternativa vožnji čez prelaz Simplon.
- Avto-vlak deluje od 1. decembra 1959.
- Z razširitvijo prelaza Simplon z avtocesto A9 se je frekvenca vztrajno zmanjševala. Zato je delovanje od 3. januarja 1993 prilagojeno.
- 12. decembra 2004 se je operacija nadaljevala; Vlaki vozijo približno na vsakih 90 minut.

### Oprtni prevoz
Na osi projekta Lötschberg-Simplon je bil v zgodnjih 1990-ih razvit projekt čezalpskega tovornega prometa, RoLa (Rollenden Landstraße). Zaradi obstoječega profila predora Simplon, je bila močno omejena zmogljivost. Za prevoz tovornjakov s potrjeno največjo višino do štiri metre, je bil prenizek. Zato je bilo treba znižati tirnice. Zelo zapletena dela, da bi znižali tla predora, so se začela leta 1995 in so trajala osem let. Hkrati je bil obnovljen obok predora, pa tudi odvodnjavanje predora. Skupno je bilo 200.000 m³ kamnin razbitih s hidravličnimi kladivi. Poleg tega je bil s posebno obliko nadomeščen daljnovod za dosego potrebne svetle višine 4,90 m. Železnica je z omejitvami delovala v celotnem obdobju gradnje.

### Gradnja dovoznih cest
Za širitev osi Lötschberg-Simplon v močno tranzitno poto v zadnjih letih in desetletjih, so nastajale različne razširitve različnih načinov dostopa (iz Berna in Lausanne na severu in Novare in Milana na jugu). Najobsežnejši projekt je povezan z vhodom v severom, Basel-Bern preko Lötschberga. Ta je bil med 1976-2007 trikrat zaporedoma bistveno preoblikovan. Prvič, preostali del enotirnega odseka med Spiezom in Brigom so razširili na dva tira. Pozneje so bile izvedene prilagoditve profila za oprtni promet (v nekaterih primerih samo en tir). Nazadnje je bil v letu 2007 odprt (delno enotiren) Lötschberg bazni predor.
Razširitve za oprtni prevoz so bile narejene tudi za dele, ki so v italijanski pristojnosti Simplona in zajemajo južno ploščad. Južno od Domodossole je bila enotirna proga Novara ob jezeru Orta elektrificirana in posodobljena.

## Podatki
- Dolžina predor I.: 19.803 m (vzhodna cev, 1905)
- Dolžina predor II.: 19.823 m (zahodna cev, 1921)
- Severni portal Brig: 685,80 m nadmorska višina
- Vertex: 704,98 m nadmorska višina
- Južni portal Iselle: 633,48 m nadmorska višina
- Vzdolžni nagib severna stran: 2 ‰
- Vzdolžni nagib južna stran: 7 ‰
- Začetek gradnje severna stran: 22 november 1898
- Začetek gradnje južna stran: 21 december 1898
- preboj: 24. februar 1905
- Otvoritev: 19. maj 1906
- Električno delovanje: 1. junij 1906

## Jubilejna poštna znamka 1956
Ob 50-letnici leta 1956, je italijanska Pošta izdala poštno znamko za 25 lir, v kateri so napačne štiri stvari:
- Na sliki je parni vlak, a predor Simplon je bil elektrificiran od samega začetka.
- Na sliki sta dva predora, pri odpiranju pa je bil predor samo en.
- Vlak vozi po desni strani, vendar na železniških progah v Italiji in v Švici vozijo po levi strani vozišča.
- Predstavljena poštna kočija na sliki je "Gotthard Post" - ta kočija očitno nikoli ni vozila preko prelaza Simplon.